# دوزوم
دوزوم (به هلندی: Doezum) یک منطقهٔ مسکونی در هلند است که در خروته‌خاست واقع شده‌است. دوزوم ۷۲۵ نفر جمعیت دارد.